# Artaxerxes I
Artaxerxes I Longímano (em persa antigo: Artaxšaça) (497 a.C. — 427 a.C.) foi um rei do aquemênida, filho de Xerxes I e Améstris. Após o assassinato de Xerxes I em 465 a.C., ele assumiu o trono persa, onde permaneceria até 424 a.C., sendo sucedido por seu filho Xerxes II. Os autores gregos lhe deram o sobrenome “Longímano”. Eles explicam o termo simbolicamente como “com grande alcance” ou de forma racionalizada, porque sua mão direita era mais longa que a esquerda.
No seu governo um mensageiro ou guerreiro grego foi a Susã e obrigou o imperador a assinar com a Grécia um tratado de paz, no qual a Pérsia libertava as colônias gregas na Anatólia, no litoral do mar Egeu, tais como Troia, Mileto, Halicarnasso, e outras, ficando o Egeu totalmente sob controle grego.

## Reinado
Historiadores não chegam a acordo no que diz respeito ao ano em que Artaxerxes começou o seu reinado. Assim sendo, muitos têm apontado 465 a.C. como o ano de sua ascensão ao trono, uma vez que seu pai, Xerxes I, que havia começado a reinar em 486 a.C., morreu no 21º ano do seu reinado.
Há outras evidências, porém, que mostram que a ascensão de Artaxerxes ao trono pode ter-se dado em 475 a.C. e de que o primeiro ano do seu reinado se completou em 474 a.C.[carece de fontes?]
- De acordo com o Cânone de Ptolomeu, ele reinou de 465 a 424 a.C.[3]
- Esculturas e inscrições encontradas em Persépolis (antiga capital persa) dão evidência de que Xerxes co-regeu, durante 10 anos, com seu pai, Dario I. Sabendo que Xerxes reinou sozinho durante 11 anos após a morte de Dario, que se deu em 486 a.C., 474 a.C. pode ser apontado como sendo o primeiro ano do reinado de Artaxerxes.
- Segundo o historiador grego Tucídides, Temístocles, general ateniense, chegou à Ásia Menor quando Artaxerxes havia ascendido ao trono "há pouco tempo". Temístocles, embora tendo vencido o exército persa em 480 a.C., acabou por ser vencido e acusado de traição, factos que o levaram a refugiar-se na corte persa. Tendo passado 1 ano antes que Temístocles falasse com Artaxerxes e tendo morrido em 471 a.C. (conforme Diodoro Sículo, historiador grego), Temístocles deve ter chegado à Ásia Menor em 473 a.C.
- Ernst Hengstenberg, assim como outras fontes, declara que o reinado de Artaxerxes começou em 474 a.C.

### Guerra contra o Egito
Em 462 ou 461 a.C.,[carece de fontes?] Artaxerxes I, enviou seu tio Aquêmenes ao Egito, comandando mais de trezentos mil soldados, para suprimir uma revolta. A batalha deu-se próxima ao rio Nilo, e os egípcios e os líbios tiveram ajuda de Atenas, que enviou duzentos navios. A batalha, inicialmente, foi vantajosa aos persas, pelo seu maior número, mas, quando os atenienses tomaram a ofensiva, os persas fugiram, se retirando para uma fortaleza branca, onde foram sitiados pelos atenienses.

## Filhos e sucessão
Artaxerxes I, filho de Xerxes I e Améstris, só teve um filho legítimo, Xerxes II, filho de Damáspia. Damáspia morreu no mesmo dia que Artaxerxes I. Artaxerxes I teve dezessete filhos ilegítimos, dentre os quais Secidiano (Soguediano), filho da babilônica Alogina, Oco (o futuro rei Dario II Nótus) e Arsites pela babilônia Cosmartidena e Bagapeu e Parisátide pela babilônica Ândria. Durante o reinado de Artaxerxes I, Oco foi feito sátrapa da Hircânia e casou-se com sua meia-irmã Parisátide.
Secidiano conspirou com os eunucos e assassinou Xerxes II quando este estava dormindo, depois de ficar bêbado em um festival, quarenta e cinco dias depois da morte de seu pai. Os corpos de pai e filho foram levados juntos para Pasárgada, porque as mulas que levariam o corpo do pai haviam se recusado a andar, como se esperassem o filho, e se moveram assim que este corpo chegou. Soguediano reinou por sete meses e foi assassinado por seu sucessor, Dario II Nótus, que reinou por dezenove anos.